# Calocoris alpestris
Calocoris alpestris är en insektsart som först beskrevs av Meyer-dür 1843.  Calocoris alpestris ingår i släktet Calocoris, och familjen ängsskinnbaggar. Arten är reproducerande i Sverige.